# Turismo en Chile
El turismo en Chile se ha convertido en uno de los principales recursos económicos: En 2015 este sector fue la sexta actividad económica, generó más de USD 2 900 millones, equivalentes al 3,2 % del PIB nacional, y empleó a 316 000 personas.
De acuerdo a la Organización Mundial del Turismo (OTM), Chile fue el tercer destino turístico en América del Sur, el cuarto en América Latina y el sexto en América en 2017, cuando recibió un total de 6 450 000 visitantes internacionales. Según cifras oficiales del Ministerio de Economía, Fomento y Turismo, en 2016 la mayoría de estos turistas fueron argentinos (2 900 000), brasileños (439 000), estadounidenses (208 000), españoles (78 000) y alemanes (74 000).
Ubicado en el extremo sudoeste de América del Sur, Chile se describe constituido por tres zonas geográficas. La primera de ellas, Chile continental, comprende una franja en la costa occidental del Cono Sur que se extiende entre los paralelos 17°29'57" S y 56°32'12" S, mayormente desde la ribera sudoriental del océano Pacífico hasta las más altas cumbres de la cordillera de los Andes, a lo largo de 4270 km. La segunda, Chile insular, corresponde a un conjunto de islas de origen volcánico en el océano Pacífico Sur: el archipiélago de Juan Fernández y las islas Desventuradas, pertenecientes a Sudamérica, la isla Salas y Gómez y la isla de Pascua, ubicadas en Oceanía. La tercera, el Territorio Chileno Antártico, es una zona de la Antártica de 1 250 257,6 km² entre los meridianos 53° O y 90° O sobre la cual Chile reclama soberanía, prolongando su límite meridional hasta el polo sur. Debido a lo anterior, Chile se define como un país tricontinental.
Su amplitud latitudinal —que se extiende por más de 39 grados y que aumenta a más de 72 si se incluye el Territorio Chileno Antártico—, su relieve y la influencia del océano Pacífico son los principales factores que explican la variedad de climas y de paisajes en Chile, que a su vez condicionan la formación de sus distintos ecosistemas y el desarrollo de su flora y fauna.
En los Premios Mundiales del Viaje, ha sido reconocido como el «destino de turismo aventura más importante del mundo» entre 2016 y 2020, así como el «destino verde más importante del mundo» en 2019 y 2020.

## Historia

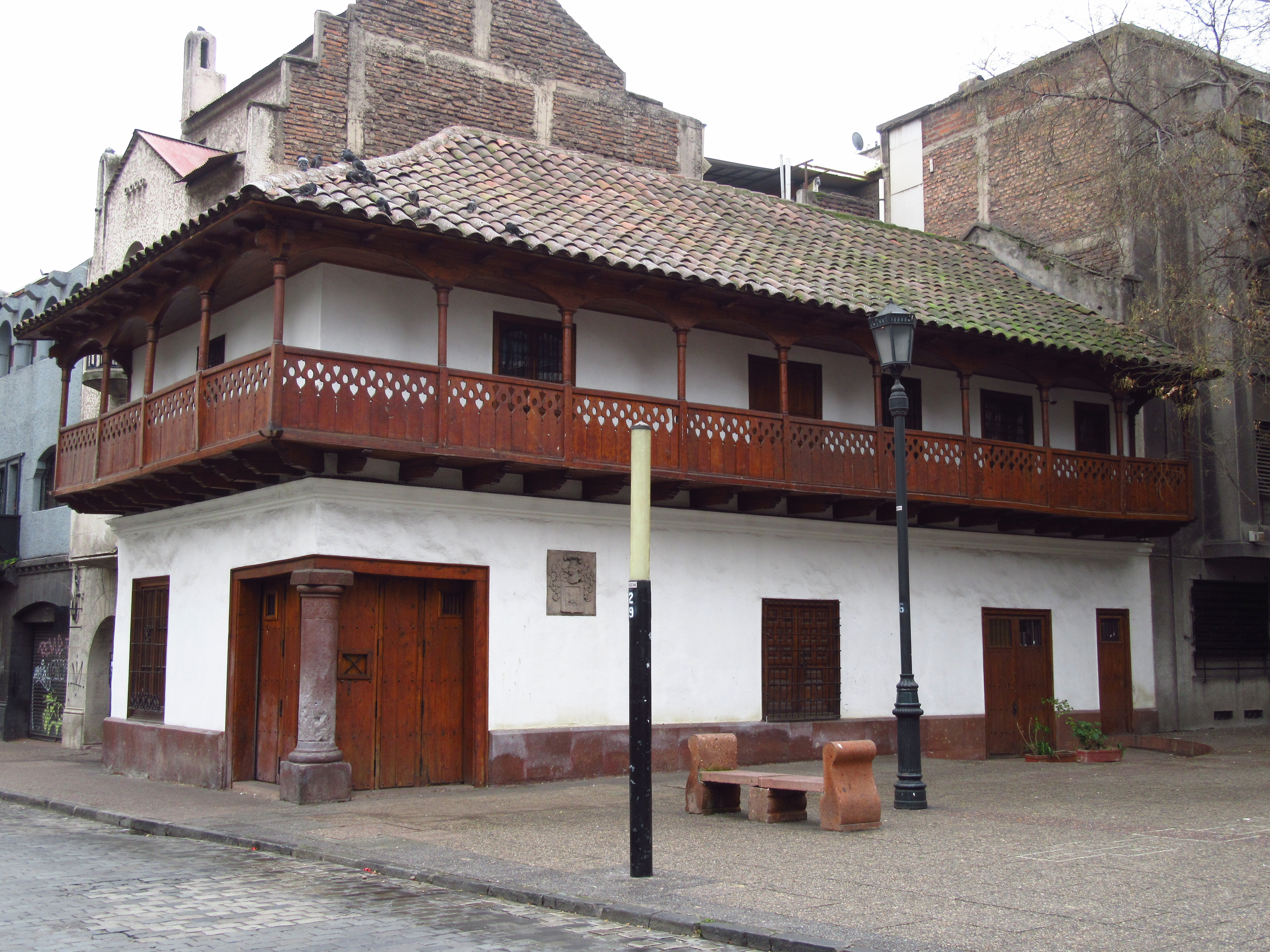
Posada del Corregidor

El primer registro conocido de un hospedaje construido especialmente para dicho fin en Chile data de 1663, cuando la orden franciscana fue autorizada para construir un hospicio en la quebrada de San Francisco en Valparaíso. En Santiago hacia 1750 ya existía la «Posada de Santo Domingo», y en la misma época se construyó la Posada del Corregidor.
Para la historia del turismo en Chile posterior a la independencia, el investigador Aníbal Urrutia Castro estableció tres grandes periodos: el primero, entre 1840 (cuando se creó la Pacific Steam Navigation Company) y 1929 (cuando se inició la fabricación en serie de automóviles), el segundo, desde 1929 hasta 1960, y el tercero, a partir de 1960 (cuando se creó la Dirección de Turismo) en adelante.
El 16 de febrero de 1917 fue creada la «Sociedad Nacional de Fomento del Turismo», primera institución chilena dedicada a facilitar medios para el desarrollo de la actividad en el país; su primer director fue Carlos Silva Cruz y entre sus miembros se encontraban Alberto Mackenna y Ramón Subercaseaux. Posteriormente, mediante la ley 4585 de 1929, fue creada la Sección Turismo del Ministerio de Fomento, siendo esta la primera vez en que el turismo era abordado de forma directa por el gobierno chileno. Mediante el decreto con fuerza de ley 6 de 1942, dicha sección fue traspasada a la recientemente creada Dirección General de Informaciones y Cultura, perteneciente al Ministerio del Interior.
El turismo comenzó a tomar relevancia a nivel gubernamental en abril de 1960 con la creación de la Dirección de Turismo (Ditur), organismo centralizado y dependiente del Ministerio de Economía. Durante el gobierno de Salvador Allende la Ditur creó la Oficina de Turismo Social, que tuvo entre sus tareas la administración de los 16 balnearios populares construidos entre 1971 y 1972, y que estaban destinados a albergar durante las vacaciones de verano principalmente a familias de bajos recursos.
El 8 de noviembre de 1975, la Ditur fue reemplazada por el Servicio Nacional de Turismo (Sernatur) como institución descentralizada que inicialmente tenía poder para controlar la actividad turística en el país; dicho poder fue suprimido en 1980, cuando se convirtió principalmente en un organismo encargado de fomentar y regular la actividad turística.
El turismo en la Antártica Chilena recibió un impulso a mediados de los años 1980, cuando la Fuerza Aérea de Chile y el Sernatur iniciaron una serie de viajes al continente blanco, a la vez que la hostería de la Villa Las Estrellas —construida en 1980— pasó a denominarse «Hotel Estrella Polar», administrada por el Hotel Cabo de Hornos de Punta Arenas.

## Guías turísticas
El Almanak nacional para el Estado de Chile (de Juan Egaña, 1824) y la Guía de forasteros en Chile (de José Victorino Lastarria, 1841) son considerados los precursores de las guías turísticas en Chile. Ya entrado el siglo XX aparecieron diversas publicaciones destinadas a orientar a los viajeros: entre ellas se cuentan el Baedeker de la República de Chile (1910), El amigo del viajero en Chile (1924) y el Baedeker de Chile (1930) —este último fue editado por la Sección Turismo del Ministerio de Fomento, por lo que se convirtió en una de las primeras publicaciones oficiales de su tipo— así como también existieron guías para automovilistas, como por ejemplo El Libro Azul. La Empresa de los Ferrocarriles del Estado se convirtió en uno de los principales editores de guías turísticas, iniciando en 1932 la publicación de la Guía del Veraneante —en 1963 cambió de nombre a «Guía turística de Chile», que se publicó hasta 1989— y al año siguiente la revista En Viaje, que circuló hasta 1973.
Entre 1982 y 1983 fue publicada una serie de guías turísticas denominada «Guía Bancosorno», elaborada por Jorge Sánchez Reyes y que se convirtió en la base de «Turistel», guía lanzada en 1985 y que en 2008, tras la muerte de Sánchez, fue adquirida por la Compañía de Petróleos de Chile (Copec), quienes la renombraron «Chiletur».

## Suvenires
Entre los suvenires de Chile, destacan los vinos y piscos chilenos, los trabajos en cobre y madera, los tejidos y la artesanía en general.

## Atracciones turísticas
Debido a su variedad de climas y paisajes, Chile ofrece una diversidad de escenarios y lugares naturales. Entre sus principales atracciones turísticas se cuentan su costa de 6435 km de longitud, sus 904 playas costeras, fluviales y lacustres; la cordillera de los Andes (con sus 18 estaciones de esquí, montes y 2000 volcanes), sus 3739 islas y 2180 islotes (isla de Pascua es uno de sus principales polos turísticos), y sus áreas silvestres protegidas (integradas por 52 reservas naturales, 39 santuarios de la Naturaleza, 36 parques nacionales, 14 monumentos naturales, 13 sitios Ramsar y 10 reservas de la biosfera), principalmente aquellas de las zonas extremas del país.
En noviembre de 2014, Chile se adjudicó el premio al «mejor destino emergente» (en inglés: Breakthrough Destination) en el concurso «Agents' Travel Choice Awards», organizado por la revista Selling Travel, donde votaron más de 600 agencias de viajes inglesas. En enero de 2017, la sección de viajes de The Daily Telegraph eligió a Chile como el «mejor destino para visitar en 2017». La editorial de guías de viajes Lonely Planet destacó a Chile como el primero de los diez países para visitar en 2018.

## Zonas geográficas

### Chile continental
Debido a su variedad de climas —en el Cono Sur, Chile se extiende desde un punto a 625 km al norte del trópico de Capricornio hasta un punto a 1400 km al norte del círculo Polar Antártico—, el territorio de Chile continental se divide en las siguientes regiones naturales: zonas norte (Norte Grande y Norte Chico), central, sur y austral.

#### Zona norte
Esta zona abarca las tres regiones del Norte Grande —Arica y Parinacota, Tarapacá y Antofagasta— y las dos del Norte Chico —Atacama y Coquimbo—.
En esta zona del país se encuentran el desierto de Atacama, el más árido de la Tierra —en octubre de 2014, la editorial de guías de viajes Lonely Planet destacó a este desierto como la novena entre las diez regiones que había que visitar en 2015—; el yacimiento cuprífero de Chuquicamata, la mayor mina a cielo abierto del mundo; y el Nevado Ojos del Salado, de 6891,3 m s. n. m., el volcán más alto del mundo y la cumbre más alta de Chile —la segunda del continente y de los hemisferios sur y occidental—. Asimismo, en esta zona se hallan los vestigios de la cultura Chinchorro, desarrollada entre 5000 y 1700 a. C., la primera del mundo en momificar artificialmente a sus muertos; y los restos de extracciones hechas entre 12 000 y 10 000 años atrás en una mina de óxido de hierro, la más antigua del continente. Por otro lado, en esta zona se encuentran las oficinas salitreras de Humberstone y Santa Laura, declaradas patrimonio de la Humanidad por la Unesco en 2005.
En esta zona es posible observar el desierto florido —fenómeno que además ocurre solo en Australia y Estados Unidos—, que tiene lugar entre septiembre y noviembre de aquellos años con lluvias sobre el rango normal para el desierto. En el extremo del Norte Grande, en las cercanías de Putre, se puede apreciar el conjunto formado por el lago Chungará, uno de los más altos del mundo con 4500 m s. n. m., y el volcán Parinacota. San Pedro de Atacama es muy visitado por turistas extranjeros para apreciar la arquitectura del pueblo, las lagunas altiplánicas, el Valle de la Luna y el campo de géiseres de El Tatio, el mayor del hemisferio sur y el tercero del mundo. En enero de 2015, la sección de viajes del The New York Times destacó al valle de Elqui como el quinto de los 52 lugares que había que visitar en 2015.
El sincretismo entre la tradición indígena y el catolicismo ha producido festividades y tradiciones religiosas —como las dedicadas a las vírgenes del Carmen y del Rosario en las fiestas de La Tirana y de Andacollo, respectivamente— y carnavales. El baile chino, una de las manifestaciones del fervor religioso, fue declarado patrimonio cultural inmaterial por la Unesco en 2014.
Los balnearios costeros de las subzonas del Norte Grande y del Norte Chico —como Arica, Iquique, Antofagasta, La Serena y Coquimbo— albergan al turismo nacional durante los meses de verano. En esta zona hay 31 playas habilitadas.

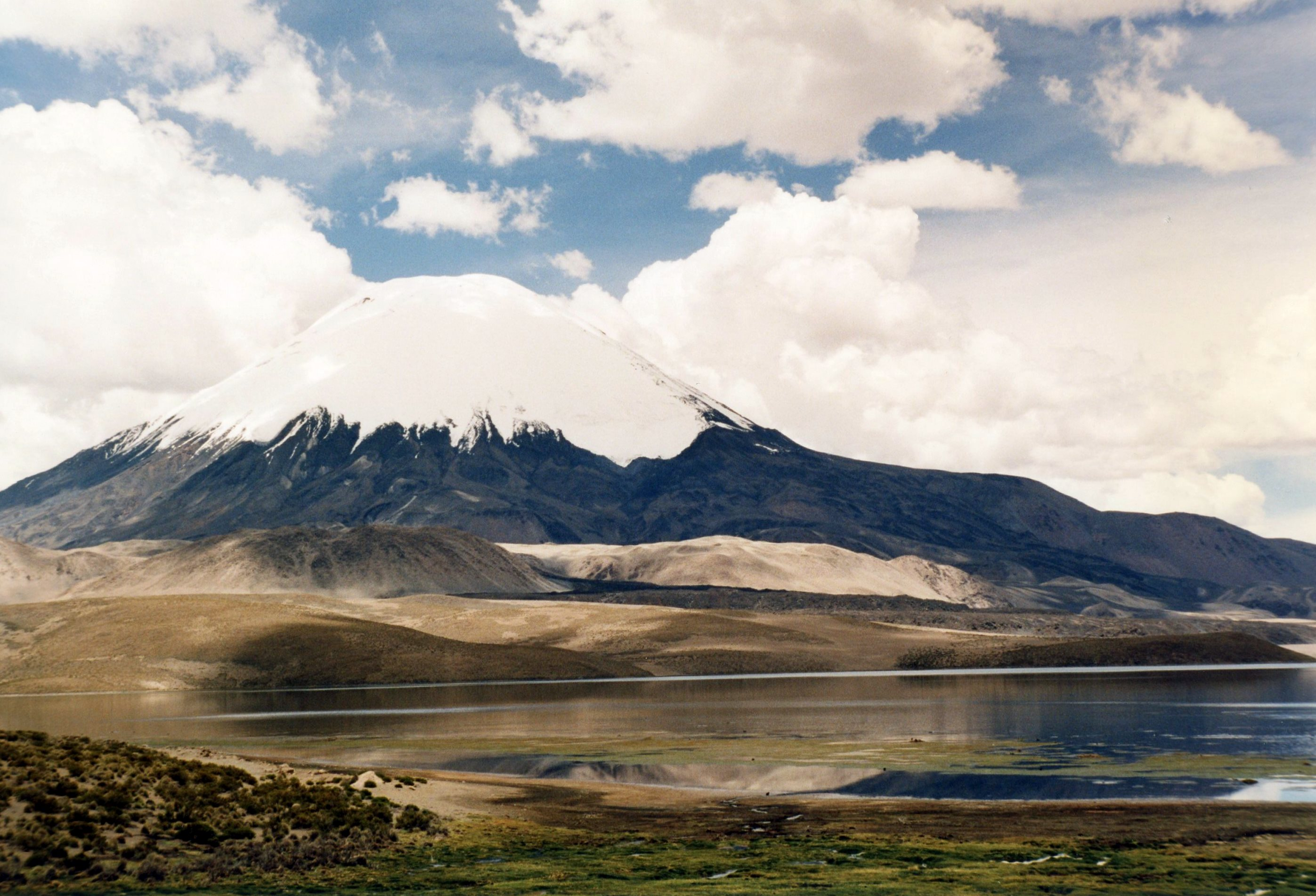
Lago Chungará y volcán Parinacota
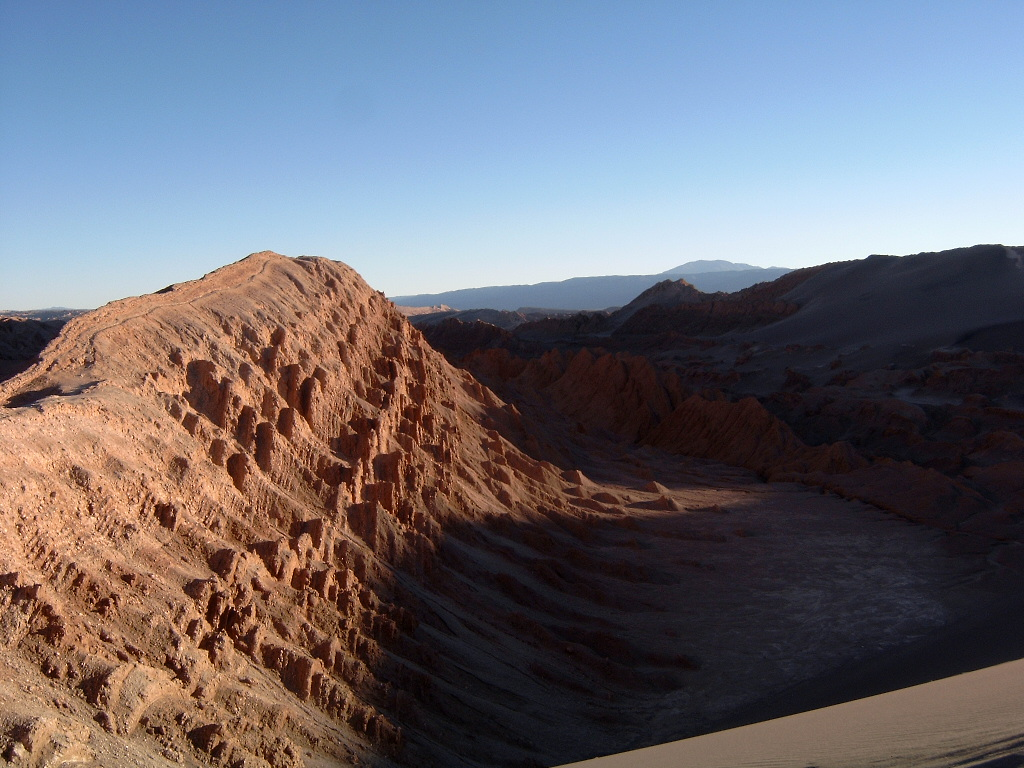
Valle de la Luna
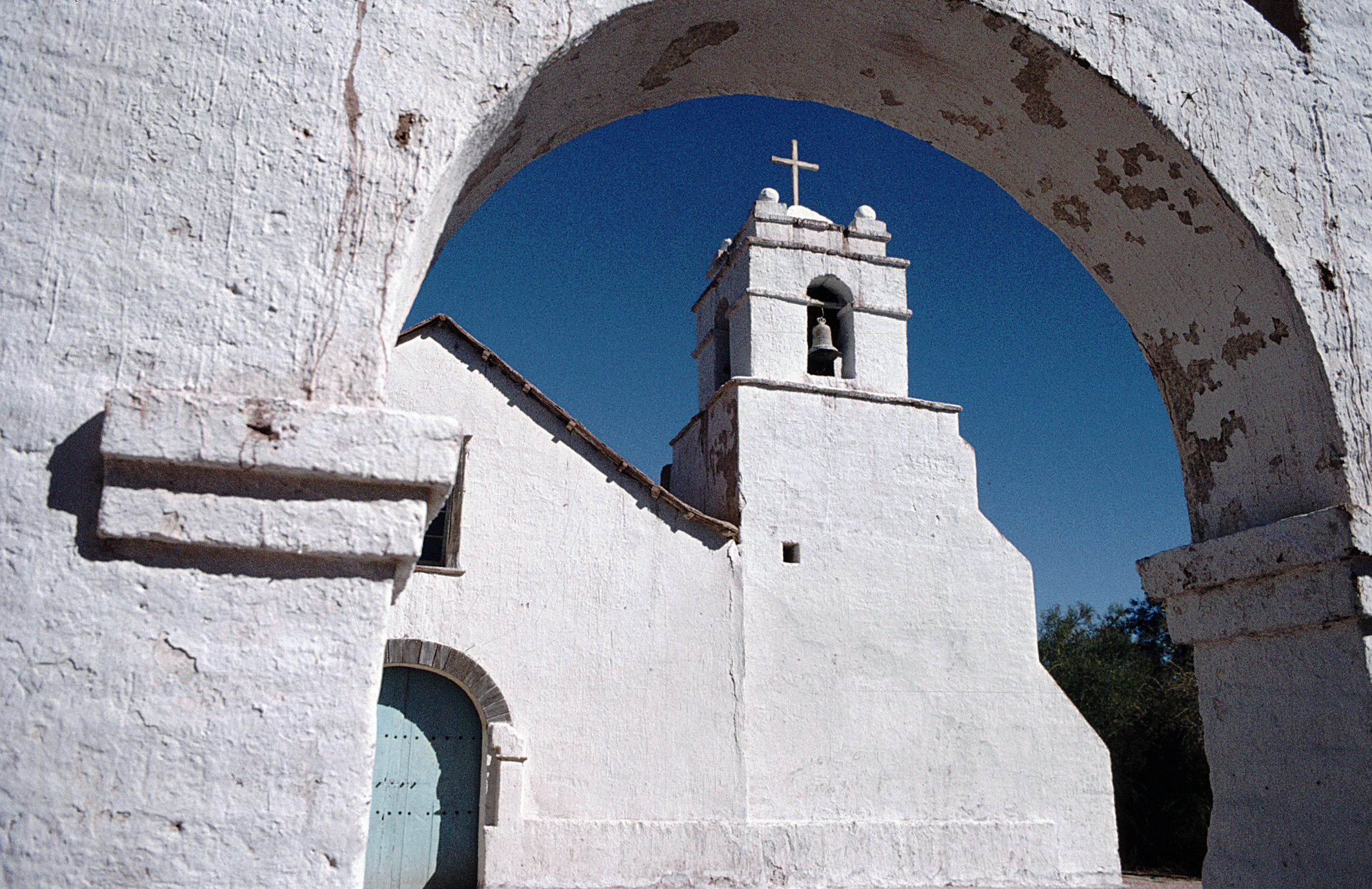
San Pedro de Atacama
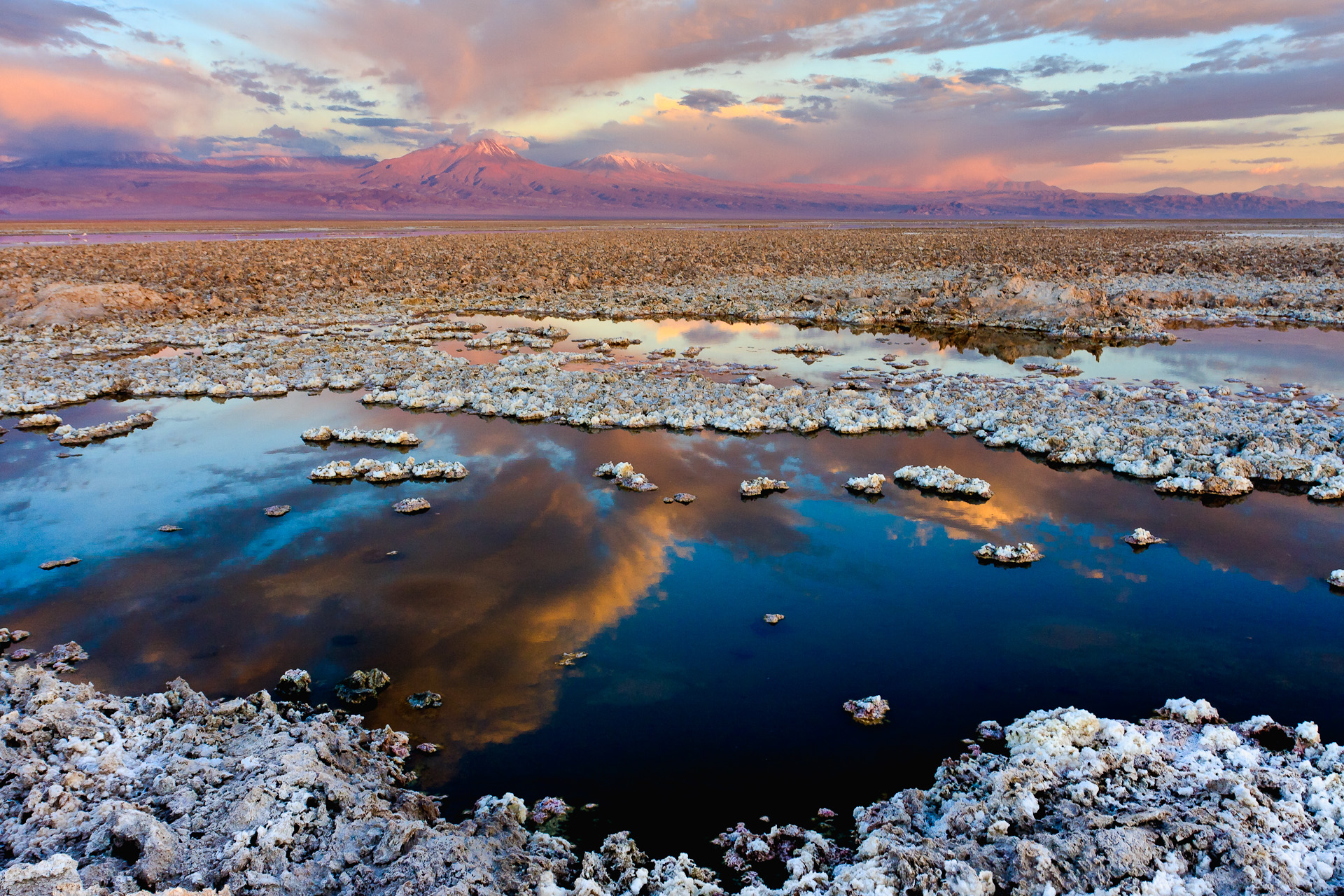
Salar de Atacama en el desierto de Atacama
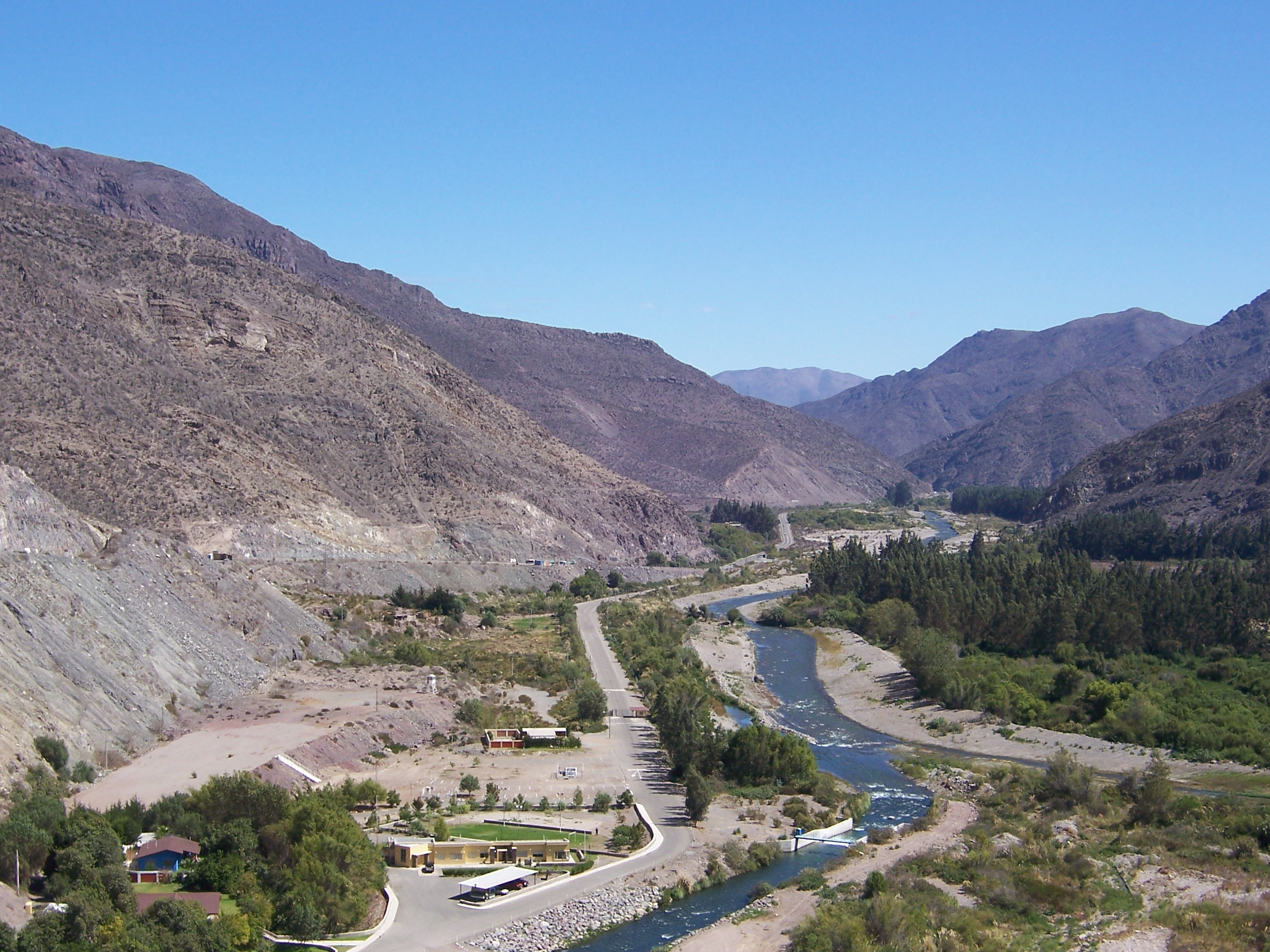
Valle de Elqui

#### Zona central
Esta zona incluye seis regiones: Valparaíso, Metropolitana, O'Higgins, Maule, Ñuble y Biobío.
Santiago, la capital y principal núcleo urbano de Chile, alberga diversos sitios de interés gastronómico, histórico, patrimonial y turístico. Dentro del Gran Santiago, existen 174 sitios patrimoniales bajo la custodia del Consejo de Monumentos Nacionales (CMN), entre los que se encuentran monumentos arqueológicos, arquitectónicos e históricos, además de zonas típicas o pintorescas. De ellos, 93 se encuentran dentro de la comuna de Santiago, considerada el «centro histórico» de la ciudad. Aunque ningún monumento santiaguino ha sido declarado patrimonio de la Humanidad por la Unesco, tres ya han sido propuestos por el gobierno chileno: el santuario incásico del cerro El Plomo, la iglesia y convento de San Francisco y el palacio de La Moneda. En enero de 2011, la sección de viajes del The New York Times destacó a la ciudad de Santiago como el primero de los 41 lugares que había que visitar ese año, mientras que el sitio especializado en turismo TripAdvisor la consideró el sexto mejor destino de Sudamérica en 2012.
En esta zona, salvo en las regiones Metropolitana y del Maule, hay 50 playas habilitadas. Debido a su cercanía con la capital del país, la costa de la Región de Valparaíso es la que durante los meses de verano cuenta con mayor cantidad de turistas, primordialmente en el litoral central y Viña del Mar. Esta última ciudad es considerada la «capital turística de Chile» por su importancia en el rubro gracias a sus trece playas, sus diversos centros de entretenimiento —tiene uno de los principales casinos del país—, y el Festival Internacional de la Canción de Viña del Mar —el mayor y más conocido festival de América Latina, y considerado el principal del continente americano—.
Por otro lado, en esta zona del país se encuentran el Barrio histórico de la ciudad portuaria de Valparaíso, puerto apodado «la Joya del Pacífico», y la ciudad minera de Sewell, declarados patrimonio de la Humanidad por la Unesco en 2003 y 2006, respectivamente; y El Teniente, la mayor mina subterránea de cobre del mundo.

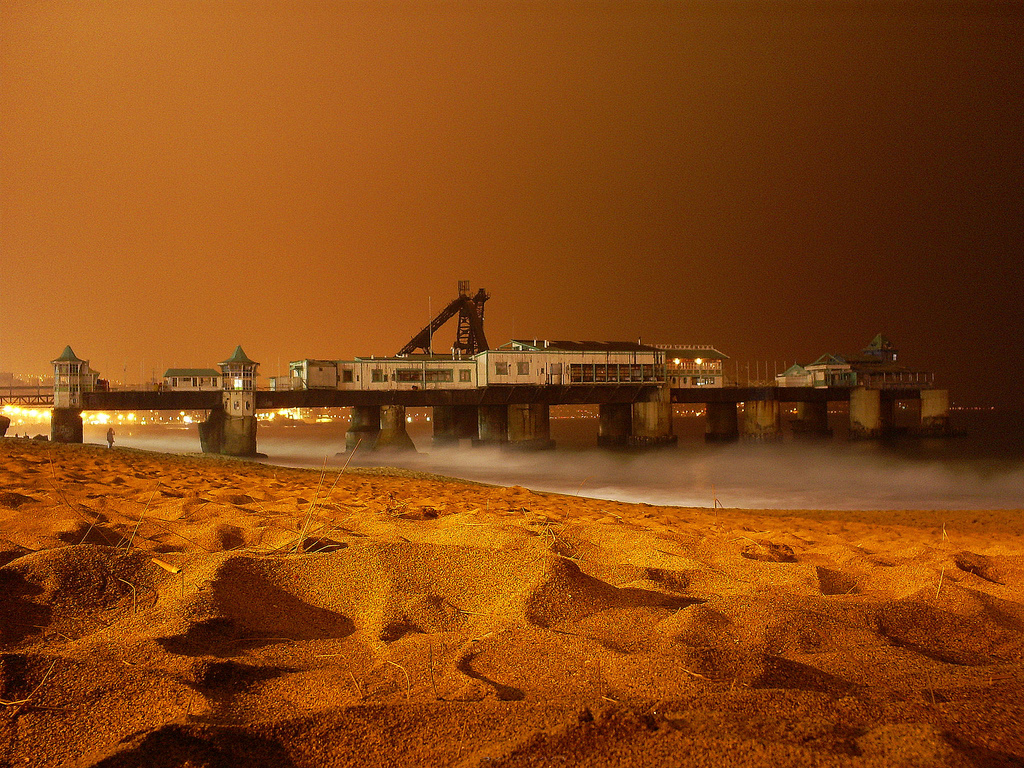
Viña del Mar
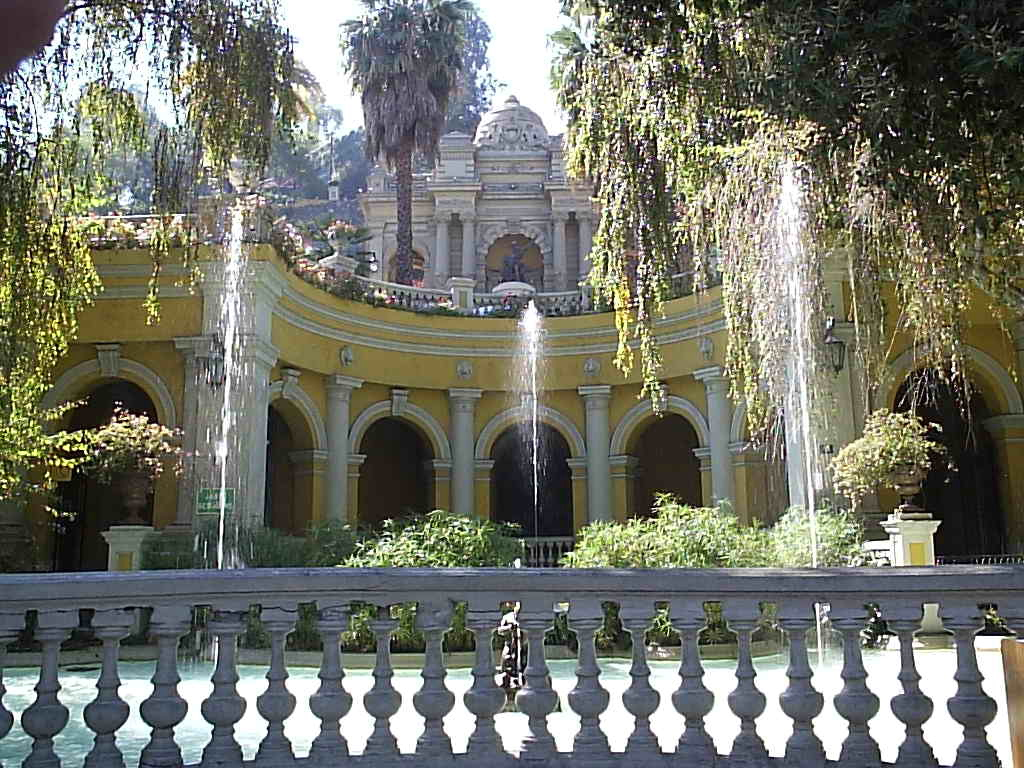
Cerro Santa Lucía
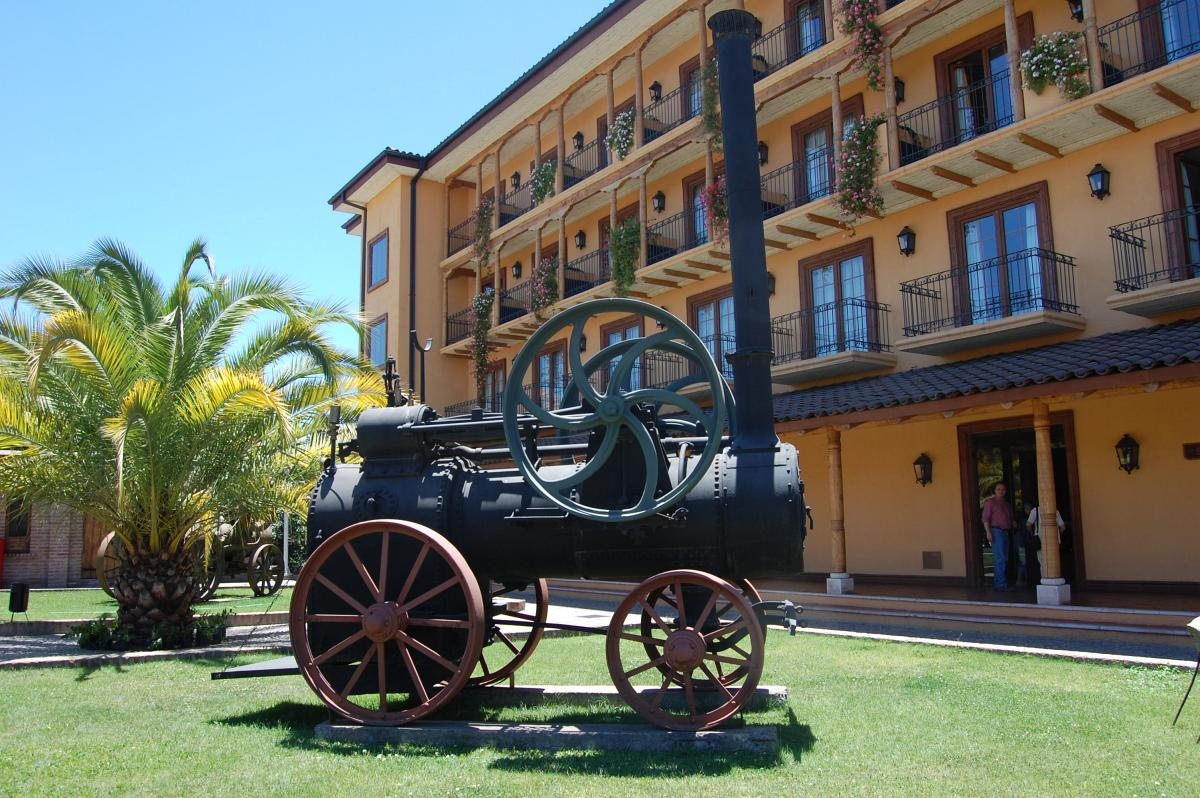
Museo de Colchagua
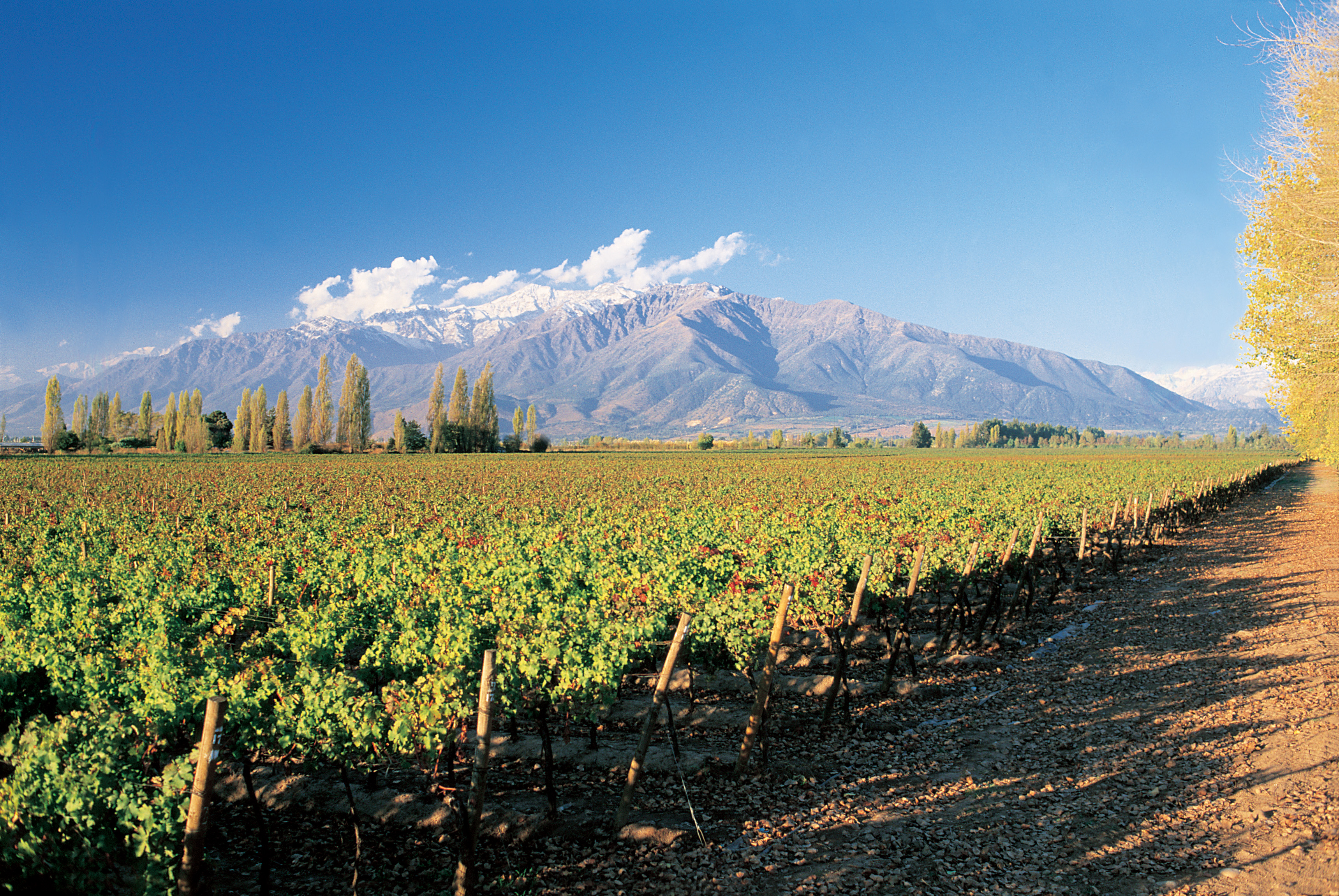
Viñedo junto a la cordillera de los Andes
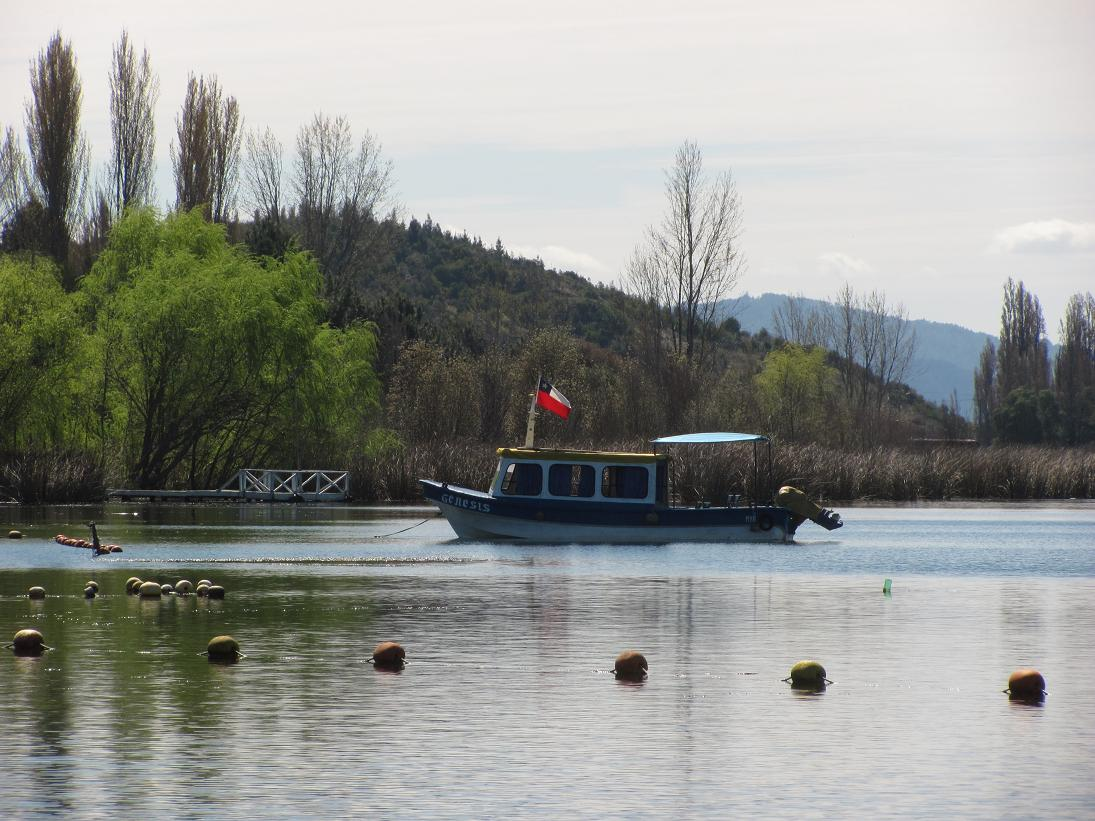
Laguna Avendaño
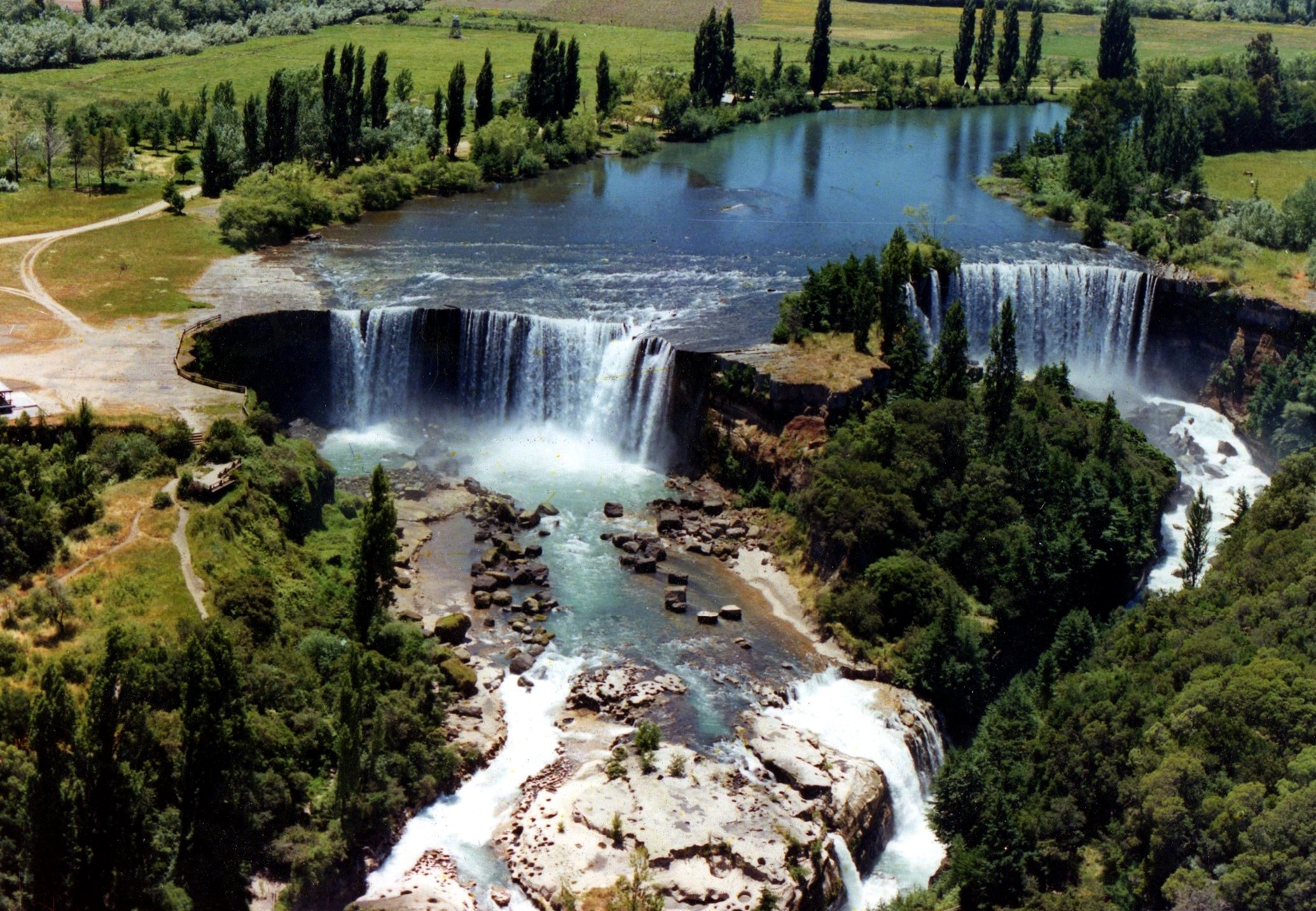
Salto del Laja

#### Zona sur
Esta zona abarca las tres regiones de la zona sur —La Araucanía, Los Ríos y Los Lagos— y las dos de la zona austral —Aysén y Magallanes y Antártica Chilena—.
En esta zona se encuentran el archipiélago de Chiloé, donde se pueden visitar las 16 iglesias declaradas patrimonio de la Humanidad por la Unesco en 2000, la Patagonia chilena —en diciembre de 2014, la sección de viajes de The Daily Telegraph destacó «explorar la Patagonia» como la quinta de las veinticinco cosas que hacer antes de morir, mientras que, en octubre de 2016, la editorial de guías de viajes Lonely Planet la destacó como la sexta entre las diez regiones que había que visitar en 2017—, la laguna San Rafael y sus glaciares, el circuito de los Siete Lagos y distintos parques nacionales —como Conguillío, Vicente Pérez Rosales, el más visitado del país en 2011; y Torres del Paine, seleccionado como la octava maravilla del mundo en 2013; entre otros—.
Asimismo, en esta zona del país se encuentran el lago O'Higgins, el más profundo de América y el quinto del mundo con 836 metros; en los campos de hielo, el glaciar Pío XI (o Brüggen), el más largo del hemisferio sur fuera de la Antártida, y Puerto Williams, la «población permanente más austral del mundo», donde se halla el Museo Antropológico Martín Gusinde, «el más austral del mundo». Por otro lado, diversos estudios han situado los restos arqueológicos más antiguos del actual territorio continental chileno en Monte Verde, Región de Los Lagos, alrededor de 14 800 a. C., a finales del Paleolítico Superior, convirtiéndolo en el primer asentamiento humano conocido en América.
En esta zona, salvo en las regiones de Aysén y Magallanes y Antártica Chilena, hay 33 playas habilitadas. Los balnearios lacustres de la zona sur acogen a los turistas nacionales en la temporada estival. Dos de ellos, Pucón y Puerto Varas, fueron considerados entre los mejores destinos de América del Sur en 2012 por el sitio especializado en turismo TripAdvisor.

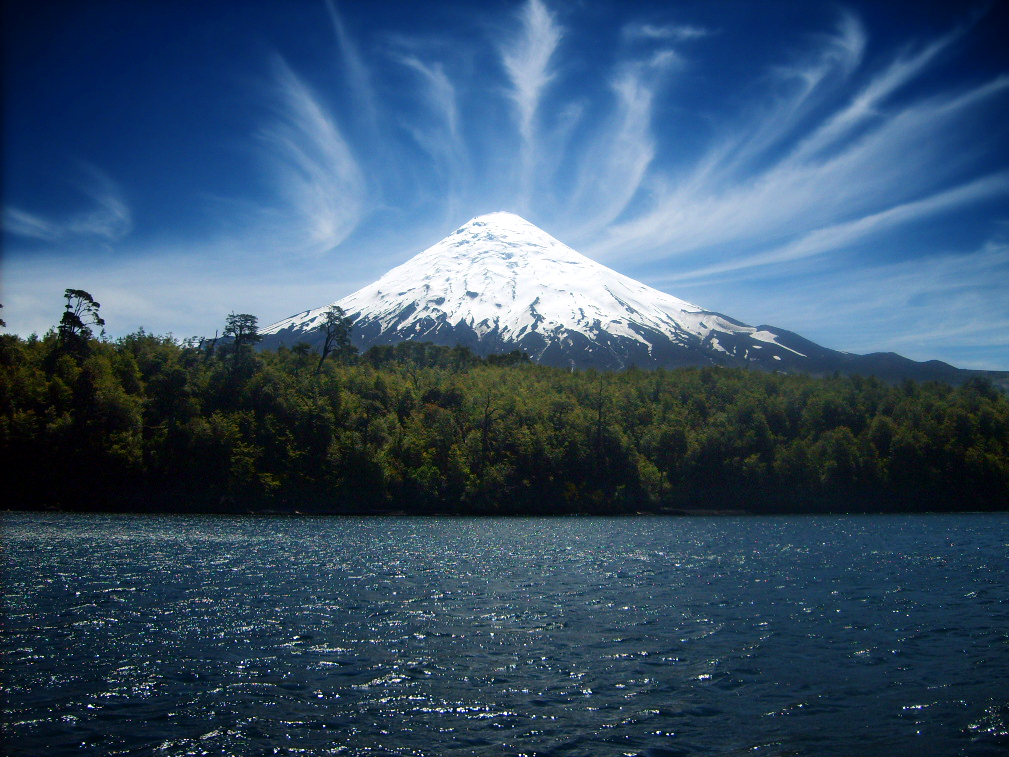
Lago y volcán Villarrica
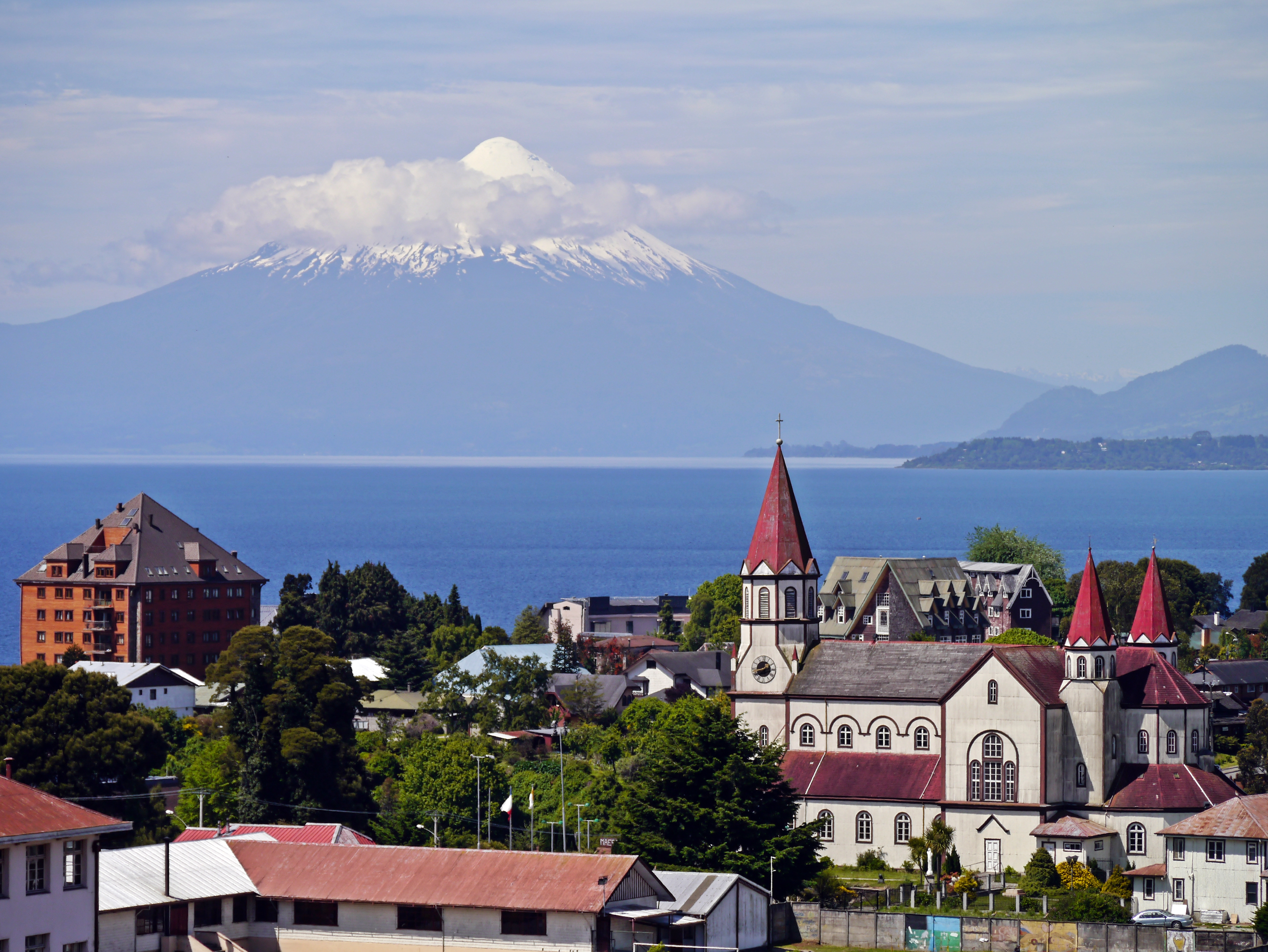
Puerto Varas, lago Llanquihue y volcán Osorno
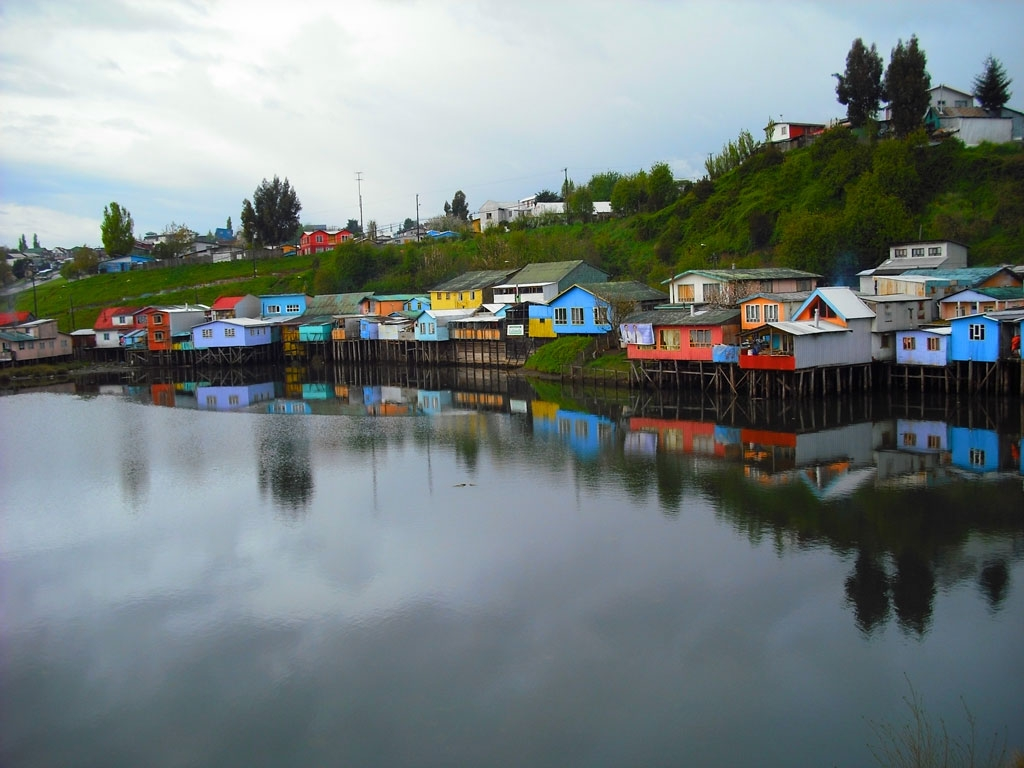
Palafitos en el archipiélago de Chiloé
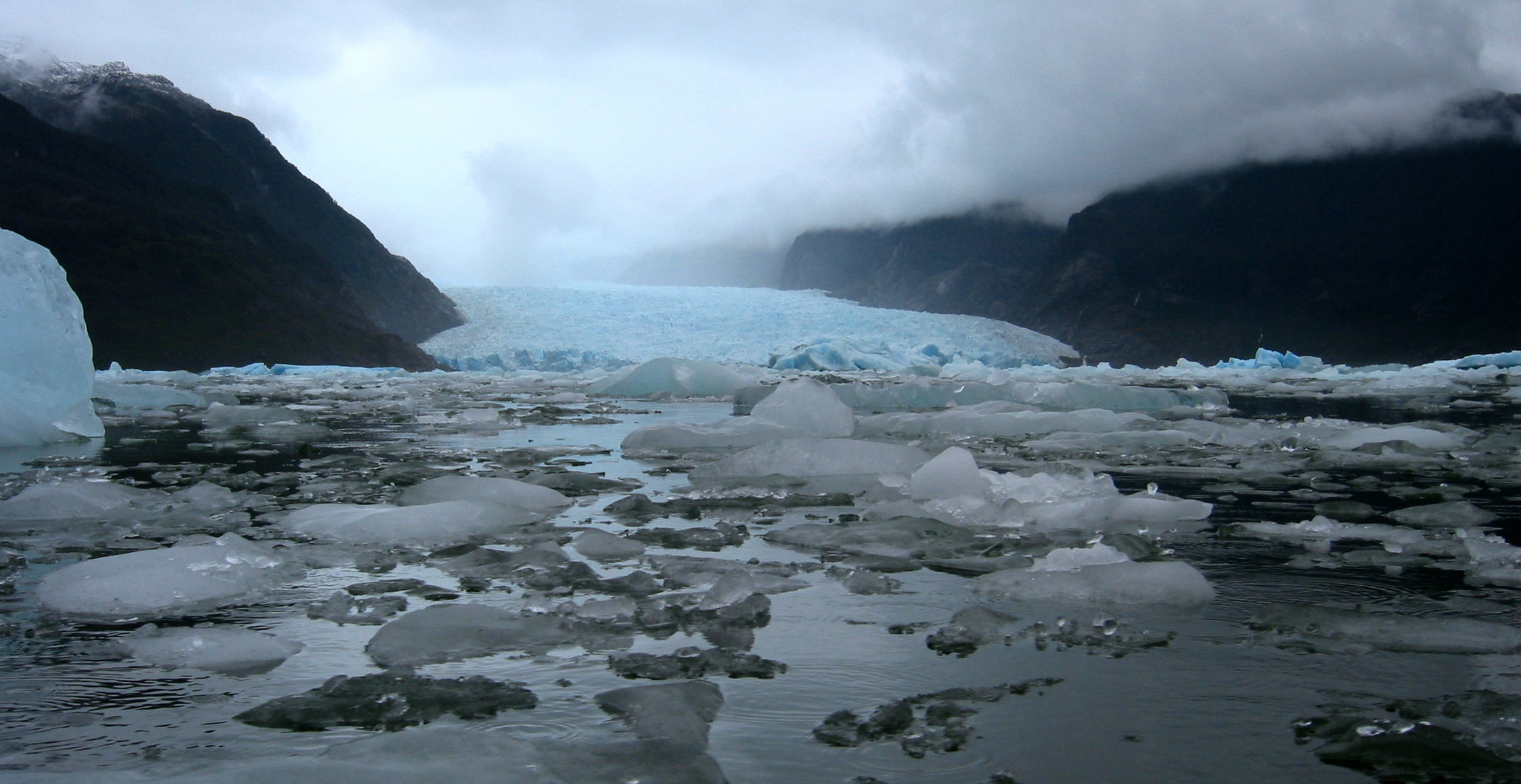
Glaciar y laguna San Rafael
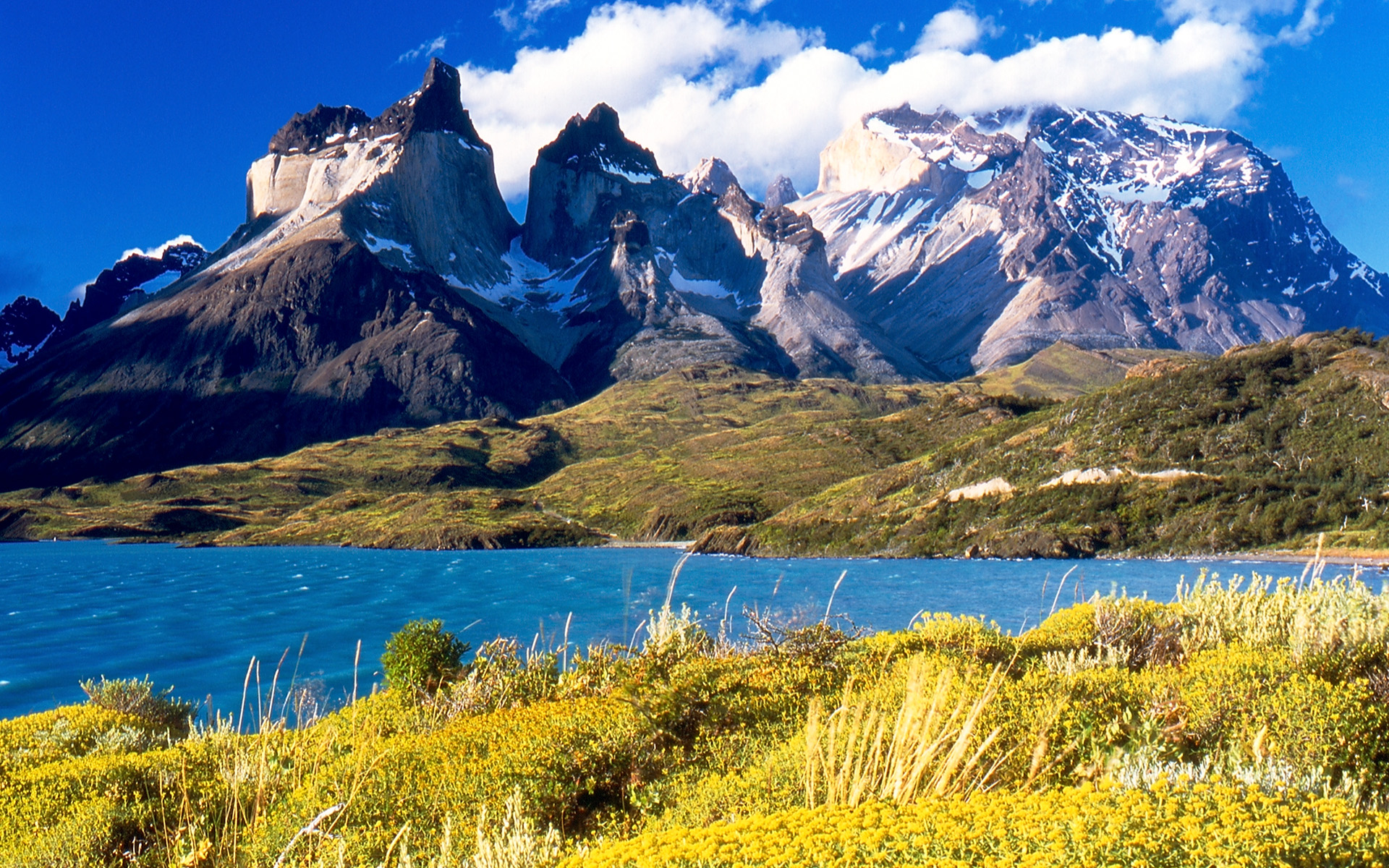
Parque nacional Torres del Paine

### Chile insular
A más de 670 km del puerto de San Antonio, se encuentra el archipiélago de Juan Fernández, formado por las islas Alejandro Selkirk, Robinson Crusoe y Santa Clara. Su origen geológico es volcánico y su clima, subtropical lluvioso. Entre 1704 y 1709, la isla Robinson Crusoe fue el hogar del marino escocés Alejandro Selkirk, quien inspiró la novela Robinson Crusoe (1719) de Daniel Defoe —sin embargo, la acción de la novela no ocurre en la ubicación real de la peripecia de Selkirk, sino en una isla situada en las cercanías de las bocas del río Orinoco—.
En medio del océano Pacífico, a 3700 km del puerto de Caldera, se encuentra isla de Pascua, llamada de manera tradicional Rapa Nui y previamente conocida como Te pito o te henua ('El ombligo del mundo') y Mata ki te rangi ('Ojos que miran al cielo'). Unos 80 000 turistas visitan anualmente la isla, uno de los principales polos turísticos de Chile, debido a sus paisajes naturales y a la misteriosa cultura ancestral de la etnia rapanui que, desde tiempos inmemoriales, se desarrolló completamente aislada durante varios siglos hasta que casi se extinguió a mediados del siglo XIX. Su más notable vestigio corresponde a las más de 1000 estatuas en piedra monolítica conocidas como moái. Para preservar dichas características, el gobierno administra a través de la Corporación Nacional Forestal (Conaf) el parque nacional Rapa Nui, mientras que la Unesco declaró este parque como patrimonio de la Humanidad en 1995.
Entre las actividades que se pueden llevar a cabo en Rapa Nui están las distintas excursiones y los tours, visitar el mercado artesanal, el Museo Antropológico Padre Sebastián Englert, el centro ceremonial Tahai, las canteras de Puna Pau y Rano Raraku, los diferentes ahus, las playas de Ovahe y Anakena, esta última considerada entre las mejores del mundo en 2017 por el sitio especializado en turismo TripAdvisor; el yacimiento arqueológico de Orongo, presenciar espectáculos con danzas y música isleñas, y el festival anual Tapati Rapa Nui, la principal actividad artístico-cultural de la isla, en donde se realiza una serie de ceremonias y tradiciones ancestrales.
En diciembre de 2014, la sección de viajes de The Daily Telegraph destacó «visitar Isla de Pascua» como la vigesimoprimera de las veinticinco cosas que hacer antes de morir.

### Territorio Chileno Antártico
Según información recopilada por el Servicio Nacional de Turismo (Sernatur), 35 000 turistas visitaron la Antártica en la temporada 2012-2013 —un 32 % más que en la temporada 2011-2012, cuando fue visitada por 26 500 personas—; la mayoría de ellos, europeos (34 %). Del porcentaje total de visitantes, el 5 % lo hizo desde Chile.

## Tipos de turismo

### Turismo astronómico

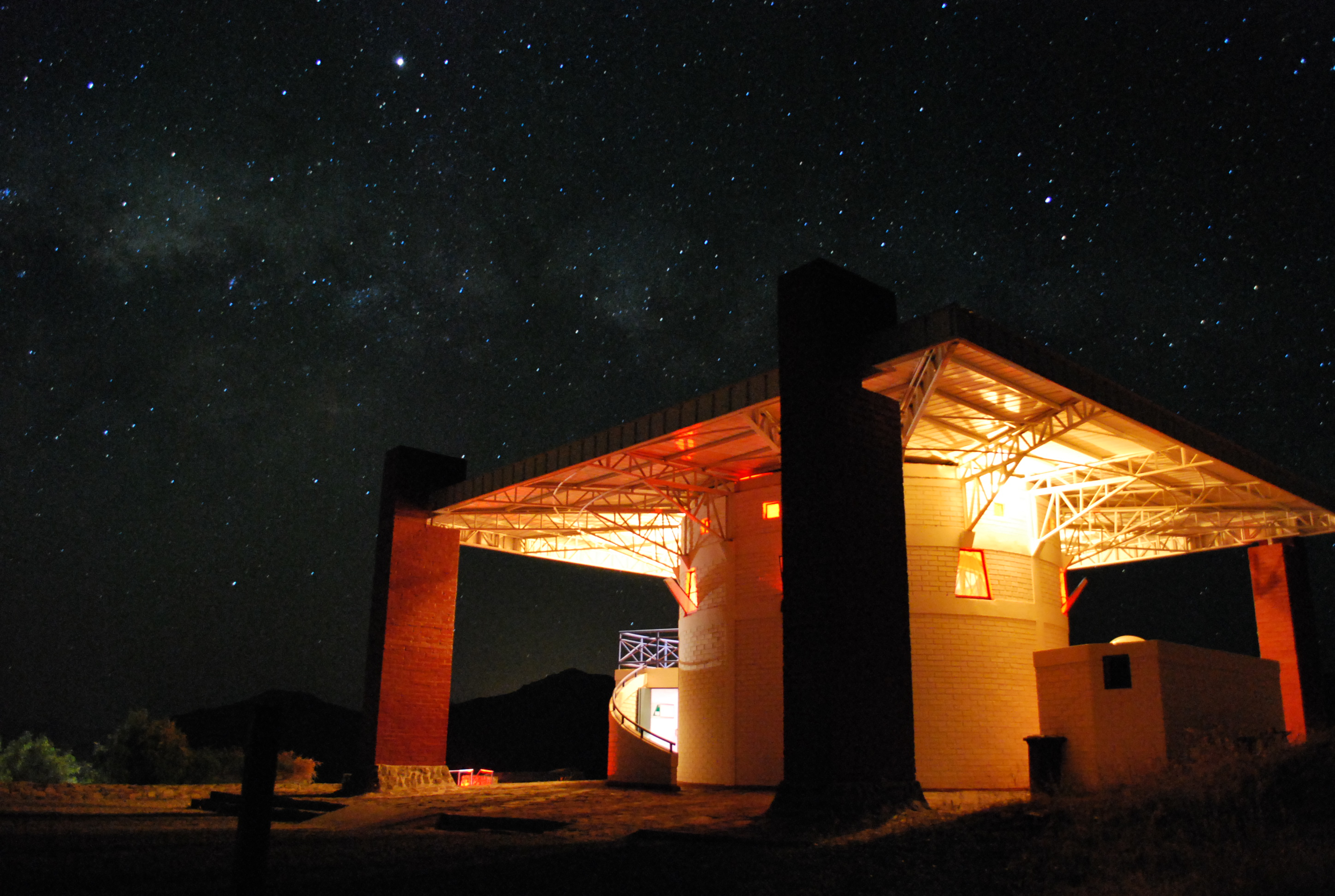
Observatorio Cerro Mamalluca

En el desierto de Atacama, existe más de una docena de instalaciones astronómicas, entre observatorios ópticos y radio observatorios. Los principales son: Paranal (VLT), el complejo astronómico más avanzado y poderoso del planeta; ALMA, hasta la fecha el mayor proyecto astronómico del mundo; y La Silla, todos ellos dependientes del ESO (European Southern Observatory).
Chile posee el 40 % de la observación astronómica del mundo; sin embargo, en la década de 2020, el sector desarrollará otros proyectos —como el GMT, el LSST, el E-ELT y la ampliación de ALMA— que harán que el norte del país concentre cerca del 70 %.
Según Sernatur, más de 114 000 turistas, el 32 % de ellos extranjeros, visitaron en 2015 los observatorios de la Región de Coquimbo, que abarca la mitad de la oferta chilena de astroturismo. De los turistas, 60 000, equivalentes al 52 %, visitaron el observatorio Cerro Mamalluca.

### Turismo aventura
Debido a su geografía y a su diversidad paisajística, en Chile es posible llevar a cabo una serie de actividades de turismo aventura: buceo, cabalgata, ciclismo, descenso de ríos o rafting, escalada, excursionismo o trekking, parapente, pesca deportiva, piragüismo o kayakismo, senderismo o hiking, surf de remo o SUP (stand up paddle) y tirolesa o canopy, entre otras.
Chile ha sido galardonado con varios Premios Mundiales del Viaje. Entre 2015 y 2020 obtuvo consecutivamente el premio al «destino de turismo aventura más importante de América del Sur» (en inglés: South America's Leading Adventure Tourism Destination). Entre 2016 y 2020 recibió sucesivamente el premio al «destino de turismo aventura más importante del mundo» (en inglés: World's Leading Adventure Tourism Destination). En 2019 y 2020 obtuvo el premio al «destino verde más importante del mundo».
El excursionismo receptivo mostró un incremento constante entre 2010 y 2015; y el emisivo, entre 2008 y 2013. Durante el periodo 2008-2015, las entradas de excursionistas internacionales a Chile aumentaron de 990 244 a 1 008 882, mientras que las salidas de excursionistas nacionales desde Chile crecieron de 417 591 a 743 570.
| 2008 | 990 244   | 40 053 808 | 417 591 | 23 207 973 |
| 2009 | 896 967   | 30 051 577 | 449 668 | 30 158 145 |
| 2010 | 783 639   | 27 657 327 | 518 681 | 30 961 359 |
| 2011 | 825 632   | 35 177 843 | 585 764 | 34 927 384 |
| 2012 | 843 058   | 28 774 294 | 610 993 | 34 304 348 |
| 2013 | 880 948   | 35 126 325 | 674 995 | 38 261 267 |
| 2014 | 926 314   | 33 142 196 | 672 668 | 38 284 555 |
| 2015 | 1 008 882 | 38 519 490 | 743 570 | 43 118 774 |

### Turismo cultural
Como parte del patrimonio cultural de Chile, existen edificios, objetos y sitios de carácter arqueológico, arquitectónico, artesanal, artístico, etnográfico, folclórico, histórico, religioso o tecnológico dispersos por el territorio chileno. Entre ellos, se encuentran aquellos bienes declarados patrimonio de la Humanidad por la Unesco, de acuerdo a lo estipulado en la Convención sobre la Protección del Patrimonio Mundial Cultural y Natural de 1972, ratificada por Chile en 1980. Estos sitios de interés cultural son:
A estos sitios, se añade el Qhapaq Ñan, sistema vial andino —compartido con Argentina, Bolivia, Colombia, Ecuador y Perú—, declarado patrimonio de la Humanidad en 2014. Asimismo, Chile posee un bien declarado patrimonio cultural inmaterial de la Humanidad: el baile chino (2014).

### Turismo enológico

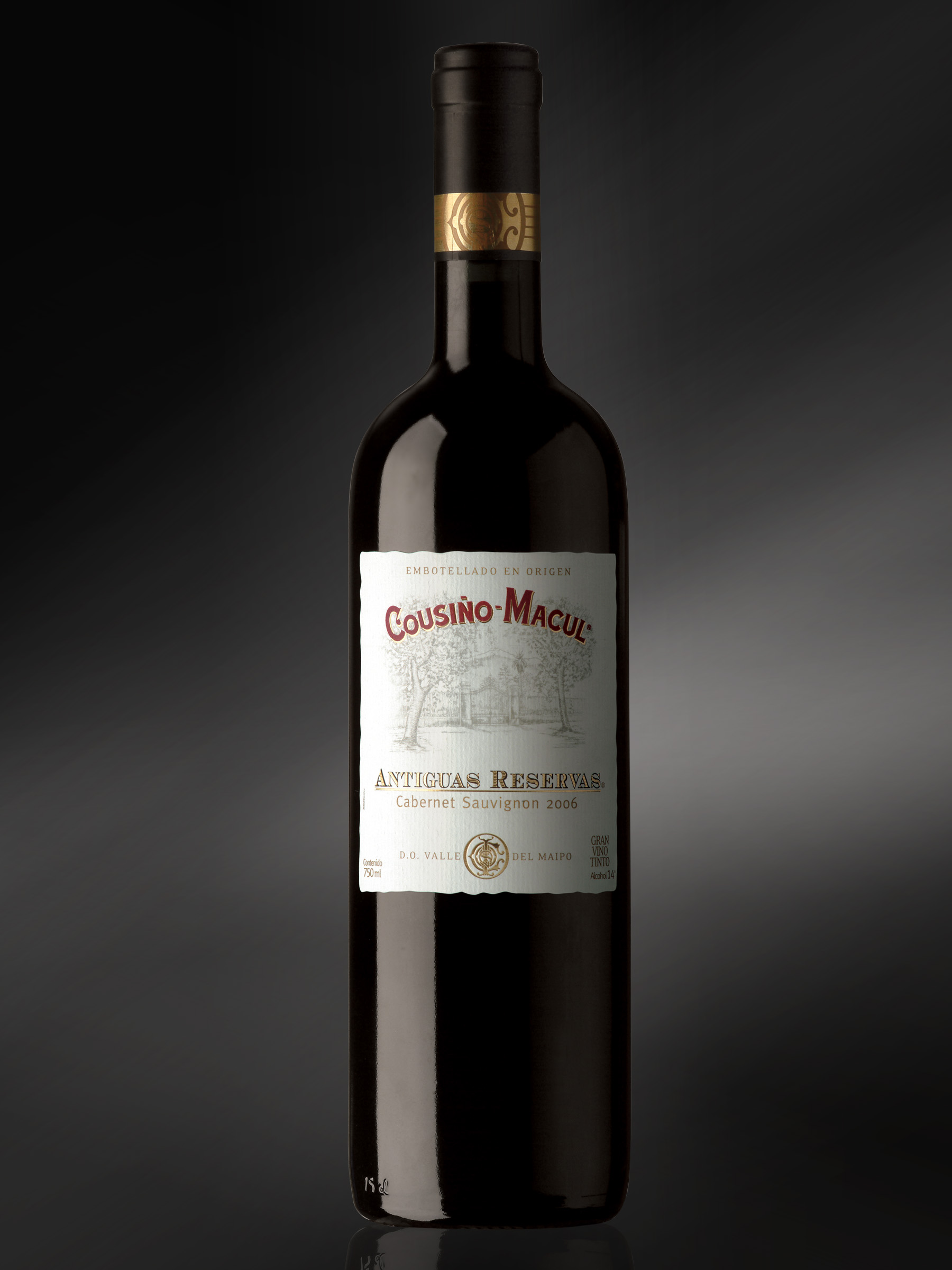
Botella de Cabernet Sauvignon

Según estadísticas de la Organización de las Naciones Unidas para la Alimentación y la Agricultura (FAO), en 2014 Chile fue el séptimo productor mundial de vino y el segundo del hemisferio sur. El vino chileno es la principal bebida alcohólica del país, principalmente en sus cepas Cabernet Sauvignon, Carménère y Merlot entre los vinos tintos, y Chardonnay y Sauvignon Blanc entre los blancos.
El vino chileno es internacionalmente conocido por su aroma, calidad y cuerpo, lo que lo ha llevado a obtener premios mundiales. La guía de catadores y críticos de James Suckling eligió a Almaviva 2015, de viña Concha y Toro, como el mejor vino de 2017; además, incluyó a otros dos ejemplares chilenos en la lista de los cinco mejores. Las viñas Concha y Toro y Errázuriz se ubicaron en los puestos 2.º y 5.º en la lista The World's Most Admired Wine Brands 2017 de la revista especializada Drinks International, mientras que viña La Rosa obtuvo medalla de oro en la 14.ª versión de Le Mondial du Rosé en 2017.
Entre las regiones de Coquimbo y del Biobío, desde el valle del Limarí por el norte hasta el valle del Itata por el sur, el enoturismo se ha desarrollado desde 1996 mediante nueve «Rutas del vino chileno». De ellas destacan las del valle de Colchagua, en la Región de O'Higgins, y del Maule y de Curicó, en la Región del Maule, entre otras. Más recientemente, se ha unido a ellas la ruta del vino del valle del Biobío. En 2008, la Viña Lapostolle fue calificada como la «mejor bodega del nuevo mundo» por la revista especializada Wine Enthusiast.

### Turismo gastronómico

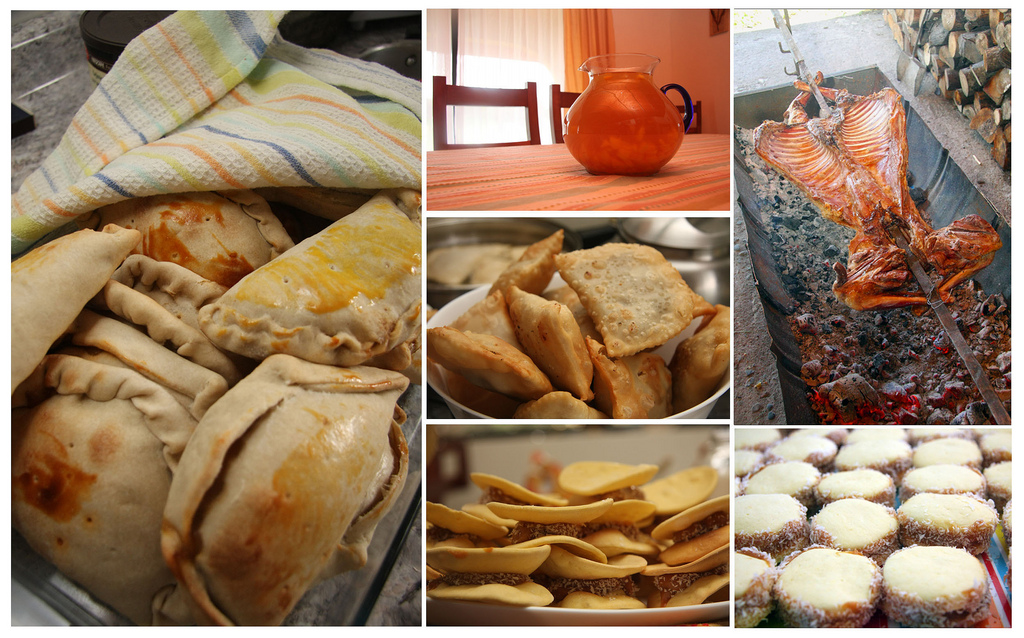
Muestra de gastronomía chilena

Los platos más tradicionales de la gastronomía chilena son el ajiaco, los anticuchos, los asados, la calapurca, el cancato, la carbonada, la cazuela, el chapalele, el charquicán, el curanto, las empanadas de pino, las humitas, el milcao, la paila marina, la pantruca, el pastel de choclo, el pastel de papa, el pescado frito, los porotos granados, el pulmay y el tomaticán, entre otros.
En junio de 2012, la revista National Geographic destacó como el quinto mejor del mundo al Mercado Central de Santiago, un lugar reconocido por su gastronomía que conserva el patrimonio culinario chileno. En la lista The World's 50 Best Restaurants de 2017, publicada por la revista Restaurant, cuatro restoranes chilenos figuraron entre los cincuenta mejores de América Latina: Restaurante 040 (38.º), Ambrosía (33.º), 99 (14.º) y Boragó (5.º); este último, además, fue elegido el 42.º entre los cincuenta mejores del mundo. Su chef, Rodolfo Guzmán, se adjudicó la distinción Chef's Choice Award en 2015.

### Turismo invernal
En Chile de junio a septiembre es posible practicar deportes de invierno, principalmente esquí y snowboarding. A lo largo de la cordillera de los Andes, entre las regiones de Valparaíso y Magallanes y Antártica Chilena, existen dieciocho centros de esquí de calidad internacional, como Portillo, el más antiguo centro de esquí de América del Sur y sede del Campeonato Mundial de Esquí Alpino de 1966, y Valle Nevado, que cuenta con una de las mayores áreas esquiables de Sudamérica. Ambos centros de esquí fueron destacados como sitios de clase mundial para la práctica de deportes de invierno por la revista Forbes en 2017.

### Turismo urbano
El turismo urbano, entendido como aquel relacionado con las visitas de negocios y de compras, se concentra en las mayores ciudades del país, donde destacan Iquique y Punta Arenas, principalmente debido a sus zonas francas.

## Proyectos turísticos
Dentro de los proyectos Bicentenario, el Servicio Nacional de Turismo (Sernatur) —entidad dependiente del Ministerio de Economía, Fomento y Turismo— lanzó en 2011 el primer circuito del proyecto turístico «Rutas Chile», cuyo objetivo es reunir «los elementos más distintivos [...] en materia geográfica, cultural, patrimonial y turística [integrando] elementos fundamentales de la identidad nacional, la presencia de productos turísticos destacados [...] y la existencia de estructura vial». Estas rutas turísticas abarcan las quince regiones de Chile y se conforman de acuerdo a un tema principal, que se determina por los contenidos existentes a lo largo de la ruta.
En la tabla que se detalla a continuación, se nombran los once circuitos turísticos y las regiones de Chile, en código ISO, que participan en ellos.
| Circuitos turísticos de Chile | Circuitos turísticos de Chile | Circuitos turísticos de Chile | Circuitos turísticos de Chile | Circuitos turísticos de Chile | Circuitos turísticos de Chile | Circuitos turísticos de Chile | Circuitos turísticos de Chile | Circuitos turísticos de Chile | Circuitos turísticos de Chile | Circuitos turísticos de Chile | Circuitos turísticos de Chile | Circuitos turísticos de Chile | Circuitos turísticos de Chile | Circuitos turísticos de Chile | Circuitos turísticos de Chile |
| «Rutas Chile»                 | AP                            | TA                            | AN                            | AT                            | CO                            | VS                            | RM                            | LI                            | ML                            | BI                            | AR                            | LR                            | LL                            | AI                            | MA                            |
| ----------------------------- | ----------------------------- | ----------------------------- | ----------------------------- | ----------------------------- | ----------------------------- | ----------------------------- | ----------------------------- | ----------------------------- | ----------------------------- | ----------------------------- | ----------------------------- | ----------------------------- | ----------------------------- | ----------------------------- | ----------------------------- |
| «Ruta del desierto»           | Sí                            | Sí                            | Sí                            | Sí                            |                               |                               |                               |                               |                               |                               |                               |                               |                               |                               |                               |
| «Ruta de las estrellas»       |                               |                               |                               |                               | Sí                            |                               |                               |                               |                               |                               |                               |                               |                               |                               |                               |
| «Ruta del mar»                |                               |                               |                               |                               |                               | Sí                            |                               |                               | Sí                            | Sí                            |                               | Sí                            |                               |                               |                               |
| «Ruta capital»                |                               |                               |                               |                               |                               |                               | Sí                            |                               |                               |                               |                               |                               |                               |                               |                               |
| «Gran ruta del vino»          |                               |                               |                               |                               | Sí                            | Sí                            | Sí                            | Sí                            | Sí                            |                               |                               |                               |                               |                               |                               |
| «Ruta de las caletas»         |                               |                               |                               |                               |                               |                               |                               |                               | Sí                            |                               |                               |                               |                               |                               |                               |
| «Ruta originaria»             |                               |                               |                               |                               |                               |                               |                               |                               |                               | Sí                            | Sí                            |                               |                               |                               |                               |
| «Ruta interlagos»             |                               |                               |                               |                               |                               |                               |                               |                               |                               |                               | Sí                            | Sí                            | Sí                            |                               |                               |
| «Ruta de las islas»           |                               |                               |                               |                               |                               | Sí                            |                               |                               |                               |                               |                               |                               | Sí                            |                               |                               |
| «Ruta aventura austral»       |                               |                               |                               |                               |                               |                               |                               |                               |                               |                               |                               |                               |                               | Sí                            | Sí                            |
| «Ruta del fin del mundo»      |                               |                               |                               |                               |                               |                               |                               |                               |                               |                               |                               |                               |                               |                               | Sí                            |

## Hostelería
La disponibilidad de camas hoteleras llegaba a más de 22 500 en Santiago en 2013. Según datos de Sernatur, y de acuerdo a los servicios que ofrecen y los requisitos necesarios con los que cumplen, había diez hoteles de cinco estrellas en Chile ese mismo año (ordenados de norte a sur):
| Hoteles de cinco estrellas (2013) | Hoteles de cinco estrellas (2013) | Hoteles de cinco estrellas (2013)      | Hoteles de cinco estrellas (2013) |
| Nombre                            | Ciudad                            | Nombre                                 | Ciudad                            |
| --------------------------------- | --------------------------------- | -------------------------------------- | --------------------------------- |
| Hotel Gavina                      | Iquique                           | Hotel Regal Pacific                    | Santiago                          |
| Hotel Desierto                    | Antofagasta                       | Hotel Santa Cruz Plaza                 | Santa Cruz                        |
| Hotel del Mar                     | Viña del Mar                      | Hotel Termas de Puyehue Wellness & Spa | Puyehue                           |
| Hotel Kennedy                     | Santiago                          | Hotel Cumbres Patagónicas              | Puerto Varas                      |
| Hotel Plaza San Francisco         | Santiago                          | Hotel Patagónico                       | Puerto Varas                      |

Dos hoteles de la Región de Magallanes y Antártica Chilena, The Singular Patagonia y Tierra Patagonia Hotel & Spa, ocuparon los puestos primero y quinto, respectivamente, en la lista The Best Inns and Resorts in South America elaborada por la revista de viajes Travel + Leisure en 2016.
En 2017 el sitio especializado en turismo TripAdvisor seleccionó los 25 mejores hoteles en Chile según la elección de los viajeros (en inglés: Travelers' Choice); de esos hoteles, nueve están en Santiago, cuatro en San Pedro de Atacama, dos en Puerto Natales, dos en el Parque nacional Torres del Paine, y uno en Isla de Pascua, Concepción, Temuco, Valdivia, Osorno, Puerto Varas, Coyhaique y Punta Arenas. En la entrega de los World's Best Awards 2017, organizada por la revista de viajes Travel + Leisure, cuatro hoteles chilenos figuraron entre los cien mejores del mundo: EcoCamp Patagonia (32.º, en el parque nacional Torres del Paine), Tierra Atacama Boutique Hotel & Spa (62.º, en San Pedro de Atacama), The Singular Patagonia (80.º, en Puerto Bories) y Tierra Patagonia Hotel & Spa (98.º, en el parque nacional Torres del Paine). En la entrega de los Readers' Choice Awards 2017, organizada por la publicación Condé Nast Traveler, diez resorts de lujo chilenos se contaron entre los veinte mejores de América del Sur y uno entre los veinticinco mejores del mundo.
Por otra parte, el hotel Alto Atacama Desert Lodge & Spa, ubicado cerca del pucará de Quitor, se adjudicó la categoría Most Romantic Resort Hotel - South America de los Love Travel Awards 2017.

## Transporte
Chile cuenta con 351 pistas de aterrizaje. De ellas, diez son aeropuertos internacionales.
| Aeropuertos internacionales de Chile | Aeropuertos internacionales de Chile | Aeropuertos internacionales de Chile | Aeropuertos internacionales de Chile                        |
| Ciudad                               | OACI                                 | IATA                                 | Nombre                                                      |
| ------------------------------------ | ------------------------------------ | ------------------------------------ | ----------------------------------------------------------- |
| Arica                                | SCAR                                 | ARI                                  | Aeropuerto Internacional Chacalluta                         |
| Iquique                              | SCDA                                 | IQQ                                  | Aeropuerto Internacional Diego Aracena                      |
| Calama                               | SCCF                                 | CJC                                  | Aeropuerto Internacional El Loa                             |
| Antofagasta                          | SCFA                                 | ANF                                  | Aeropuerto Internacional Andrés Sabella Gálvez              |
| Hanga Roa                            | SCIP                                 | IPC                                  | Aeropuerto Internacional Mataveri                           |
| Santiago                             | SCEL                                 | SCL                                  | Aeropuerto Internacional Arturo Merino Benítez              |
| Concepción                           | SCIE                                 | CCP                                  | Aeropuerto Internacional Carriel Sur                        |
| Temuco                               | SCQP                                 | ZCO                                  | Aeropuerto Internacional La Araucanía                       |
| Puerto Montt                         | SCTE                                 | PMC                                  | Aeropuerto Internacional El Tepual                          |
| Punta Arenas                         | SCCI                                 | PUQ                                  | Aeropuerto Internacional Presidente Carlos Ibáñez del Campo |

En cuanto a carreteras, en 2010 Chile contaba con una extensión vial de 77 763,74 km, de los cuales 17 835,57 eran de tierra, 18 147,42 estaban pavimentados y 32 720,02 eran de ripio. Desde mediados de los años 1990, se ha producido un importante mejoramiento de estas vías gracias a los procesos de licitaciones que permitieron la construcción de más de 2500 km de autopistas de nivel internacional, destacando gran parte de la Carretera Panamericana que recorre Chile entre Arica y la isla Grande de Chiloé, y las rutas entre Santiago, Valparaíso y el litoral central. Otra vía de gran importancia es la Carretera Austral que conecta Aysén con el resto del país, pese a estar cortada en algunos tramos en que se utilizan transbordadores. Los pasos de Chungará-Tambo Quemado y Chacalluta sirven como conexión fronteriza con Bolivia y Perú, respectivamente, mientras que con Argentina existen más de cuarenta a lo largo de la cordillera, siendo el más importante el de Los Libertadores, entre Los Andes y Mendoza.
Según información de 2008 de la Jefatura Nacional de Extranjería y Policía Internacional, el 57 % de los visitantes extranjeros prefirieron entrar a Chile por la vía terrestre; el 38,5 %, por la aérea; y el 4,5 %, por la marítima.

## Estadísticas
Durante el periodo 2008-2015, tanto el turismo receptivo como el emisivo mostraron un incremento constante. En dicho lapso, las entradas de turistas internacionales a Chile aumentaron de 2 710 024 a 4 478 336, mientras que las salidas de turistas nacionales desde Chile crecieron de 1 899 522 a 3 359 084.
| 2008 | 2 710 024 | 1 600 023 513 | 1 899 522 | 959 427 392   |
| 2009 | 2 759 695 | 1 601 713 814 | 1 909 328 | 1 137 033 171 |
| 2010 | 2 800 637 | 1 583 268 739 | 2 218 732 | 1 270 284 221 |
| 2011 | 3 137 285 | 1 785 071 811 | 2 637 595 | 1 616 153 580 |
| 2012 | 3 554 279 | 2 109 905 751 | 2 837 117 | 1 786 643 933 |
| 2013 | 3 576 204 | 2 133 601 683 | 2 998 745 | 1 817 494 357 |
| 2014 | 3 674 391 | 2 213 611 538 | 3 168 663 | 2 038 875 978 |
| 2015 | 4 478 336 | 2 431 146 135 | 3 359 084 | 1 908 585 523 |

En 2016 llegaron a Chile 5 640 700 turistas desde el extranjero, incluidos 191 725 chilenos radicados fuera del país. En la tabla que se detalla a continuación, se nombran los primeros veinte países de origen de los visitantes.
| Turistas internacionales (2016) | Turistas internacionales (2016) | Turistas internacionales (2016) | Turistas internacionales (2016) | Turistas internacionales (2016) | Turistas internacionales (2016) |
| Puesto                          | Origen                          | Entradas                        | Puesto                          | Origen                          | Entradas                        |
| ------------------------------- | ------------------------------- | ------------------------------- | ------------------------------- | ------------------------------- | ------------------------------- |
| 1.º                             | Argentina                       | 2 900 709                       | 11.º                            | Inglaterra                      | 51 611                          |
| 2.º                             | Brasil                          | 438 915                         | 12.º                            | Australia                       | 50 968                          |
| 3.º                             | Bolivia                         | 437 154                         | 13.º                            | Haití [138]                     | 46 962                          |
| 4.º                             | Perú                            | 403 605                         | 14.º                            | Uruguay                         | 46 698                          |
| 5.º                             | Estados Unidos                  | 208 623                         | 15.º                            | México                          | 44 536                          |
| 6.º                             | Colombia                        | 119 324                         | 16.º                            | Italia                          | 41 523                          |
| 7.º                             | España                          | 77 987                          | 17.º                            | Canadá                          | 38 388                          |
| 8.º                             | Francia                         | 77 129                          | 18.º                            | Ecuador                         | 38 370                          |
| 9.º                             | Alemania                        | 73 854                          | 19.º                            | Paraguay                        | 24 051                          |
| 10.º                            | Venezuela                       | 71 034                          | 20.º                            | China                           | 22 292                          |

## Competitividad y promoción turísticas
Según el Índice de Competitividad en Viajes y Turismo o Índice de Competitividad Turística de 2015, que mide parámetros que hacen atractivo el desarrollo o la inversión en negocios en el sector de viajes y turismo, Chile se ubicó en el 51.er puesto a nivel mundial —el 8.º del continente, el 5.º de América Latina y el 2.º de Sudamérica—.
En la promoción turística en el exterior, Chile invirtió un total de USD 6 millones en 2012 y USD 14 millones en 2015; y se prevé que alcance los USD 23 millones en 2018. Por otra parte, en materia de marca país  y publicidad, ha utilizado tres eslóganes: «Naturaleza que conmueve» (2003), All ways surprising (2005) y Chile is good for you (2010).
Las empresas de turismo del país están agrupadas en la Asociación Chilena de Empresas de Turismo (Achet). En 2010 se promulgó la ley 20423 que fomenta la promoción y el desarrollo del turismo en Chile.